# Тригонелин
Тригонелинът е полярен хидрофилен алкалоид, срещащ се в зелените кафеени зърна, семената от сминдух и други растения.
Счита се, че стареенето на скелетните мускули и саркопенията са свързани с нарушена митохондриална функция и ниски нива на никотинамид аденин динуклеотид (NAD+).
При експеримент с Caenorhabditis elegans и мишки е установено, че тригонелинът повишава нивата на NAD+. Червеите са се отличили с подобрено клетъчно дишане, намалена, свързана с остаряването, мускулна атрофия и увеличена продължителност на живота. Мъжки мишки, на които е бил даван тригонелин, са демонстрирали повишена мускулна сила и занижена, свързана с остаряването, умора.